# Gochnatia curviflora
Gochnatia curviflora là một loài thực vật có hoa trong họ Cúc. Loài này được (Griseb.) O.Hoffm. mô tả khoa học đầu tiên.